# WALK (テナントビル)
WALK（ウォーク）は、セゾングループが展開した地方の専門店ビル（ファッションビル）。または、そのビルを運営していた企業の名称。2001年2月に解散。

## 概要
西友のディベロッパー部門として、1982年に発足。1985年3月には西友より独立して「ウォーク」として設立された。
1982年11月「若者の街」をテーマに、専門店を導入したWALK土浦店の開店をはじめてとして、ソフトビジネスの展開では、1983年WALKはやしべ長野店、1984年アムス宇都宮店、1985年WALK横須賀店を開店。また1987年3月より、パルコとの協調体制を強化し、同年5月にはWALK八戸店を開店。さらに1986年には山形市の再開発事業をソフトビジネスとして受注し、西友との連動により1987年4月オープンした。
1987年に西友は多角化事業本部を設置し、コンビニエンス（ファミリーマート）、専門店（きもの京都、朝日メディコ、フォトサービス、無印良品、旅行）、フードシステム（ファーストフード、惣菜）、文化・情報（リブロ、リブロポート、セゾン劇場、シネセゾン、雑誌、市場情報業）、金融（西友ファイナンス、西友投資顧問、保険）、リーシング（ウォーク）、通信販売（二光）の部門が置かれ、主に高丘季昭が担当した。これらの多角化部門は、ファミリーマートや無印良品のように大成功し、大きく伸びたものあるが、二光のように失敗に終わったもの、また金融は、のちに西友の体力を消尽させた。
1995年、パルコは西洋環境開発の子会社だった「ウェイヴ」を、1996年には「日本乗馬倶楽部」の株式を購入。また1998年には、もともと西武百貨店の書籍販売事業であった「リブロ」を西友から引き受け、さらに西友からは、1990年に「ウォーク」を継承した。西環の経営破綻と、それに続く西友の経営悪化によって、パルコはセゾングループから損失処理への協力を求められていたのである。1995年にパルコはウォークの清算で11億円の損失を計上し、ウォークは2001年2月に解散した。
最後まで残っていた横須賀は「横須賀プライム」となっていたが、2024年2月29日に閉館している。

## 展開していた店舗

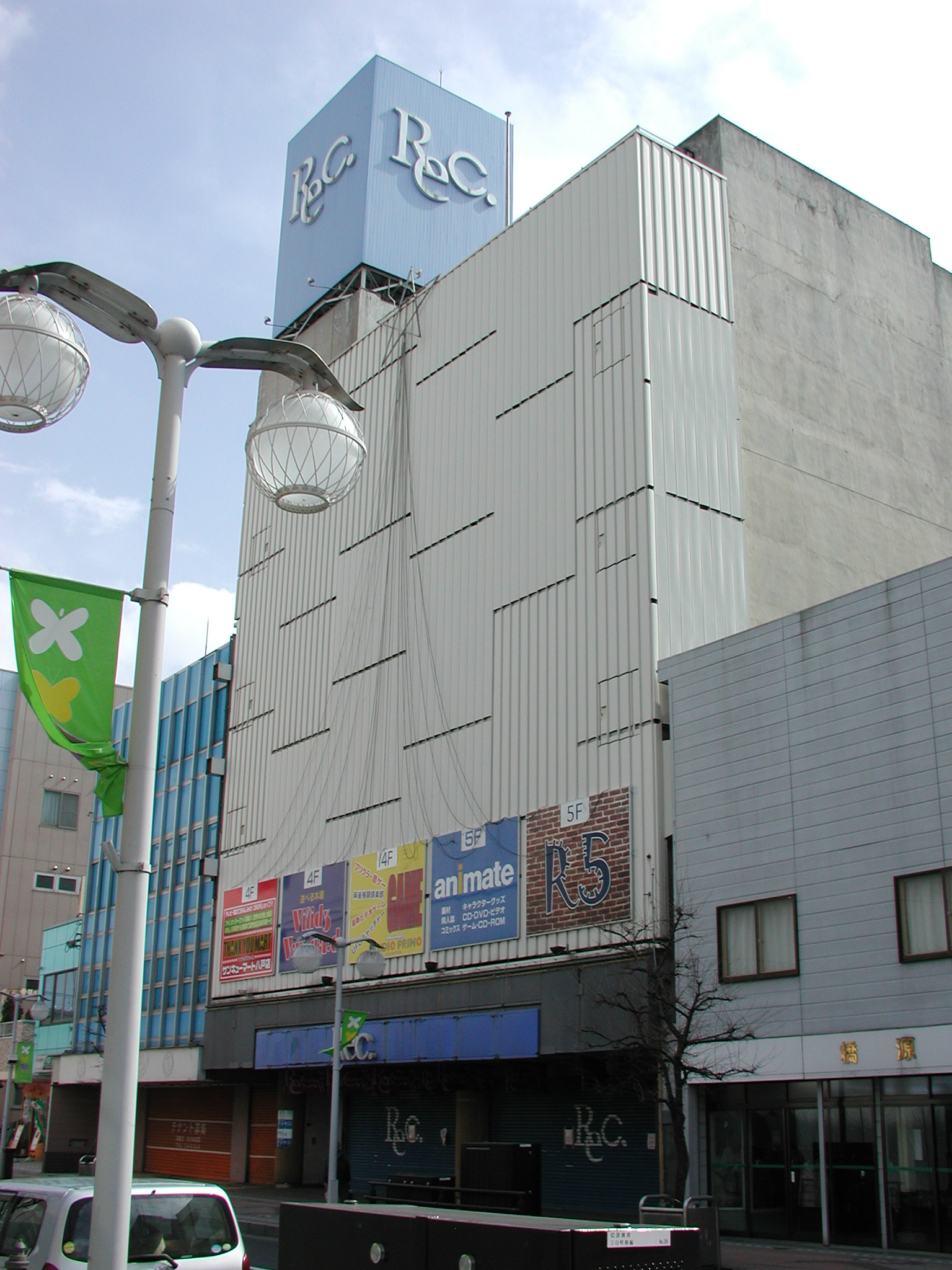
WALK八戸跡地（Rec.本館）（2008年3月16日撮影）

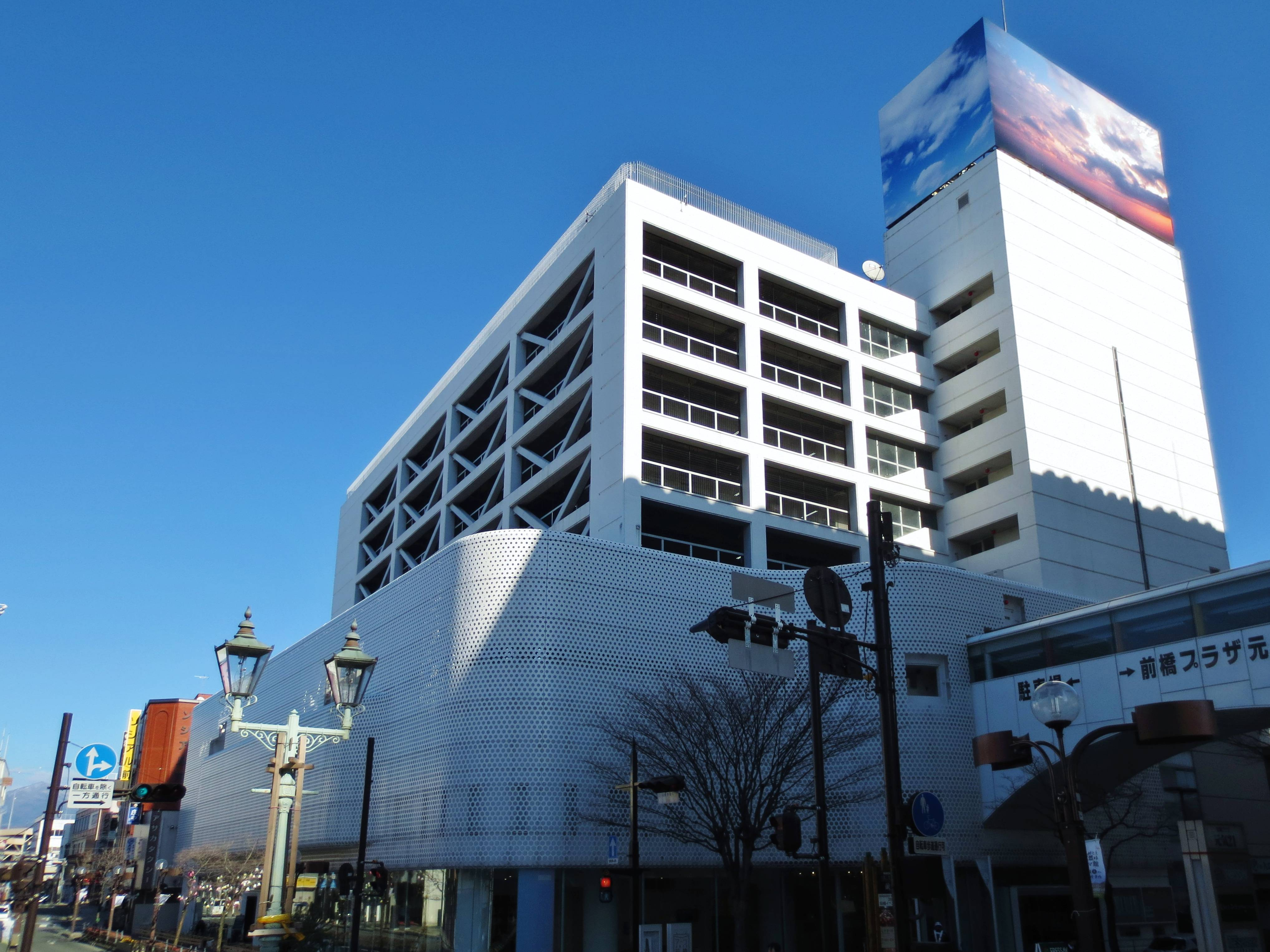
WALK前橋跡地にあるアーツ前橋

### WALK八戸
- 青森県八戸市三日町27
  - 緑屋八戸店（1986年閉店）の店舗。
  - 西武クレジットが運営する店舗としては、1985年に業態転換した横須賀店に続き2店目。ほかに、西友が2店をWALK（前橋・土浦）に転換しており、グループとしては4店目だった[6]。1987年5月に開業したWALK八戸店は5階建て。売場面積は5,111㎡。若者に人気がある専門店を中心に60店が入居。5階には飲食ゾーンや生花店、雑誌ショップなどと一体にした多目的広場を設けた[6]。
  - 1999年に閉店後、地元資本がレック (Rec.) として運営するが、2007年閉店[要出典]。その後互助センター江陽閣が複合ビルの建設を計画し、建物は解体[7]。跡地などには、八戸ブックセンター、LINEヤフー八戸センターが入る「ガーデンテラス」が建てられ、2016年にオープン。

### WALK前橋
- 群馬県前橋市千代田町5-1-16
  - 西友百貨店事業部の前橋西武店（2000年9月からはLIVIN前橋店）WALK館として1987年9月に開業。2006年1月29日に閉店[8]。地下1階・地上2階のフロアで、上の階は前橋西武店（LIVIN前橋店）共同の立体駐車場があった。
  - 3階にあった映画館「前橋テアトル西友」跡は、「前橋シネマハウス」として活用され、1FおよびB1Fには美術館「アーツ前橋」が2013年にオープンした[9]。3階部分には、隣接する「前橋プラザ元気21」2階との連絡通路が設置されている（前橋西武店→LIVIN前橋店時代から）。

### WALK土浦
- 茨城県土浦市大和町2-1
  - 西友土浦店WALK館として1982年11月23日に開業[1][10]。西友土浦店側の3階と連絡通路で繋がっていた[要出典]。1997年10月2日に完成した駅前複合商業ビル「ウララ」にイトーヨーカドー土浦店が移転し、売上げが低迷。1998年10月27日に閉店[要出典]。
  - 西友土浦店跡地は、2004年から2005年にかけて解体され、2008年3月にマンション「プレミアムレジデンス」を建設。WALK館はそのまま残し、ビル名を「パッションパーク・パティオ」とした[要出典]。パチンコ「金馬車」が営業していたが、駅前の丸井土浦店跡のビルへ移転した[要出典]。

### WALK横須賀
- 神奈川県横須賀市若松町1-5
  - 緑屋横須賀店（1985年閉店）の店舗。
  - 閉店後、「WALK横須賀店」に改装され、1998年には「横須賀プライム」となった。クレディセゾン子会社のコンチェルトが所有したが、横須賀中央駅前の再開発事業に伴い、2024年2月29日に閉館した[5]。

### WALKはやしべ長野
- 長野県長野市北石堂町
  - 西武流通グループ傘下となった長野市の「はやしべ」が同社の長野店を改装して、1983年12月16日にオープン。地上4階建てのビルのうち、4,042㎡を売場として、28社、40店舗がテナントあるいは直営店舗として出店した[11]。
  - 2000年に大規模店舗改装。ビル管理会社が勉強堂に移行したが、2008年8月24日閉店。建物は解体された[要出典]。